# Pedro Almodóvar
Pedro Almodóvar Caballero (Calzada de Calatrava, Ciudad Real, 25 de setembre de 1949) és un director de cinema, guionista i productor espanyol., el que ha aconseguit més aclamació i ressonància fora d'Espanya en les últimes dècades des de Luis Buñuel. Ha rebut els principals guardons cinematogràfics internacionals, entre els quals dos premis Óscar, un Lleó d'Or, un premi Ariel i diversos Premis Goya. El 2017 va ser el president del jurat del Festival de Cannes.
Ostenta la condició de Cavaller de l'Ordre de la Legió d'Honor francesa (1997), a més d'haver obtingut la Medalla d'Or al Mèrit a les Belles Arts (1998).1 Va ser investit doctor honoris causa per la Universitat Harvard el 2009, condecoració que també va rebre el juny de 2016 a la Universitat d'Oxford.

## Inicis
Va néixer en el si d'una família humil. Als vuit anys va emigrar a Extremadura, on va estudiar batxillerat a Càceres i on va començar a aficionar-se al cinema.
A setze anys es va traslladar a Madrid, però no es va poder matricular a l'Escola de Cinema, com era la seva intenció, ja que va ser clausurada pel general Franco. Va exercir diverses feines de manera temporal, fins que va aconseguir entrar a treballar d'auxiliar administratiu a la Compañía Telefónica Nacional de España, on va quedar-se dotze anys. Gràcies a aquesta feina es va poder comprar la primera càmera Súper 8, i va ser en aquesta època que es va iniciar en el teatre d'avantguarda com a membre del grup teatral Los Goliardos.
A final de la dècada del 1970 va escriure guions de còmic i va col·laborar en revistes contraculturals com Star, El Víbora i Vibraciones. El 1972 va començar a rodar els primers curtmetratges en Súper 8 i es va convertir en una de les figures capdavanteres de la movida madrileña quan va crear un duet de punk-glam paròdic amb Fabio McNamara. En la seva faceta d'escriptor va publicar, entre d'altres, una novel·la curta anomenada Fuego en las entrañas i una fotonovel·la pornogràfica: Toda tuya. També va col·laborar en diaris i revistes com El País, Diario 16 i La Luna.
El 1980 i amb 500.000 pessetes va aconseguir rodar la primera pel·lícula: Pepi, Luci, Bom y otras chicas del montón. Gràcies a l'èxit de les seves primeres pel·lícules l'any 1985 va fundar, juntament amb el seu germà Agustín Almodóvar, la productora cinematogràfica El Deseo, amb la qual, a més de produir les seves pel·lícules, ha ajudat tot un seguit de noms joves de la cinematografia espanyola: Álex de la Iglesia, Guillermo del Toro, Daniel Calparsoro, Mónica Laguna i Isabel Coixet, entre d'altres.
L'any 2003 Almodóvar es va convertir en un dels cineastes més actius de la plataforma No a la guerra, contrària a la guerra de l'Iraq. L'any 2006 fou guardonat amb el Premi Príncep d'Astúries de les Arts i el 2007 amb el Premi Internacional Terenci Moix a la millor pel·lícula de l'any per Volver.

## Obra musical
Amb McNamara, ¡Como está el servicio... de señoras!, editat per Lollipop.

## Obra cinematogràfica
El cinema d'Almodóvar conrea un naturalisme que desconstrueix l'usual costumisme burgès del cinema espanyol. Sol representar, per contra, una realitat marginal i abunda en elements escandalosos i provocadors: policies corruptes, consum de drogues, maltractament, prostitució, nens precoços, gamarussos filosòfics, homosexualitat, etc., tot això sense renunciar a un humor irreverent i sense eludir el sexe explícit.
La funció de l'ocasional element escandalós i de mal gust que incorpora a les seves pel·lícules és, com en el cas dels surrealistes, épater le bourgeois (pertorbar els burgesos), però també els intel·lectuals. Amb el temps, no obstant això, va desenvolupant històries cada vegada més sofisticades, coloristes i properes al melodrama clàssic inspirat en Douglas Sirk, i va polint la seva escriptura fins a convertir-se en un formidable guionista, amo del ritme i l'estructura narrativa.
La seva experiència com a actor i cantant l'ha transformat en un gran director d'actors, especialment dels personatges femenins amb històries carregades de dramatisme. Amb el temps també ha aconseguit convertir-se en un gran guionista, amb una bona depuració estilística que no prescindeix de troballes formals ocasionals i brillants.
No es poden classificar les pel·lícules d'Almodóvar en etapes, però alguns parlen de:
- Etapa punk: Pepi, Luci, Bom y otras chicas del montón i Laberinto de pasiones.
- Etapa amb una clara influència de Berlanga i Fellini: Entre tinieblas i ¿Qué he hecho yo para merecer esto?.
- Etapa clàssica-mestra: Matador, La ley del deseo, Mujeres al borde de un ataque de nervios, ¡Átame! i Tacones lejanos.
- Etapa experimental: Kika, La flor de mi secreto i Carne Trémula.
- Etapa refinada-avantguardista: Todo sobre mi madre, Hable con ella, La mala educación i Volver.

### Antecedents pictòrics

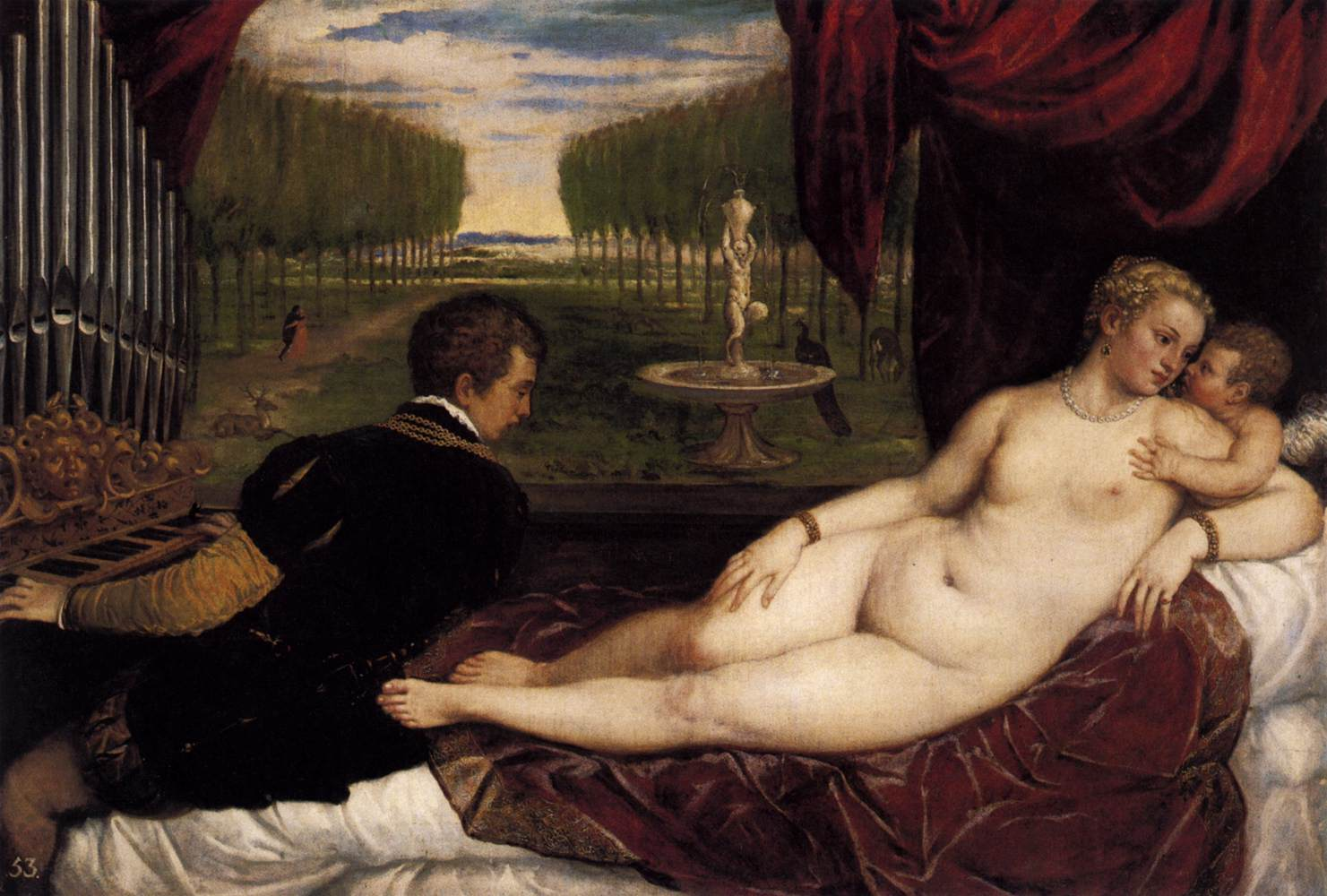
En una escena de La piel que habito fa referència a l'obra Venus i Cupido de Tiziano.

Pocs detalls dels plans d'Almodóvar s'escapen al seu ull perfeccionista. Com a director, té cura la composició fins a l'extrem i inspira moltes de les seves escenes en les creacions d'altres mestres. Ha utilitzat l'art pictòric a partir de diverses estratègies -des dels cartells de crèdit de les seves pel·lícules fins a la recreació d'escenes pertanyents a famoses pintures mitjançant la composició dels plans i la disposició dels seus personatges en les escenes -. Alguns d'aquests referents són Roy Lichtenstein, Mark Rothko, Edward Hopper, René Magritte, Piet Mondrian, Alfred Kubin, Jean Cocteau, Diego Velázquez, Nazario Luque, David Hockney, Ramon Masats, Louise Bourgeois, Salvador Dalí i Tiziano.
ELS COLORS
El cinema de Pedro Almodóvar predomina per una estètica acolorida i extravagant, creant l'atmosfera idònia per les seves històries melodramàtiques i provocatives. Tracta els colors com a expressió pura dels sentiments i les accions dels personatges. Contrasta els tons més càlids com el vermell, el groc, el taronja, tons marrons... amb els tons més freds com el blau o el verd. Tracta amb tons primaris i secundaris, però de manera molt saturada, per tal que tinguin molta presència i acompanyin en tot moment les accions de la trama.
Amb el color, Almodóvar potencia els sentiments: el blau com a color per representar l'amistat, la tranquil·litat, l'estabilitat; el groc com a color alegre, però també traïdor; el rosa, amb connotacions femenines; el verd, l'enveja, però també com a color associat a tot allò positiu, esperançador; el negre, com a mort, foscor, el que connecta amb el món de les ombres; i el vermell, el color que per Almodóvar ho engloba tot. El vermell és passió i amor, desig i sexe, seducció i bogeria; també és foc i violència, dolor i sang, per tant, també és mort, però també vida. Almodóvar tracta el vermell en totes les seves tonalitats, des de vermell ataronjat, que alleugereix, passant per vermell potent, que és passional, fins a vermell grana, que és dolor i violència. El vermell és tot allò extrem i exagerat i, per tant, s'escau perfectament amb el cinema que transmet Pedro Almodóvar.

## Filmografia
Filmografia principal:
| Any  | Títol                                              | Director | Guionista | Música | Actor | Notes                   |
| ---- | -------------------------------------------------- | -------- | --------- | ------ | ----- | ----------------------- |
| 1978 | ¿Qué hace una chica como tú en un sitio como éste? |          |           |        | Sí    | Dir.: Fernando Colomo   |
| 1978 | Salomé                                             | Sí       | Sí        |        |       |                         |
| 1978 | Un hombre llamado Flor de Otoño                    |          |           |        | Sí    | Dir.: Pedro Olea        |
| 1980 | Arrebato                                           |          |           |        | Sí    | Dir.: Iván Zulueta. Veu |
| 1980 | Pepi, Luci, Bom y otras chicas del montón          | Sí       | Sí        |        | Sí    |                         |
| 1982 | Laberinto de pasiones                              | Sí       | Sí        | Sí     | Sí    |                         |
| 1983 | Entre tinieblas                                    | Sí       | Sí        |        |       |                         |
| 1984 | ¿Qué he hecho yo para merecer esto?                | Sí       | Sí        |        | Sí    |                         |
| 1986 | Matador                                            | Sí       | Sí        |        | Sí    |                         |
| 1987 | La ley del deseo                                   | Sí       | Sí        | Sí     | Sí    |                         |
| 1988 | Mujeres al borde de un ataque de nervios           | Sí       | Sí        |        |       |                         |
| 1990 | ¡Átame!                                            | Sí       | Sí        |        |       |                         |
| 1991 | Tacones lejanos                                    | Sí       | Sí        |        |       |                         |
| 1993 | Kika                                               | Sí       | Sí        |        |       |                         |
| 1995 | La flor de mi secreto                              | Sí       | Sí        |        |       |                         |
| 1997 | Carne trémula                                      | Sí       | Sí        |        |       |                         |
| 1999 | Todo sobre mi madre                                | Sí       | Sí        |        |       |                         |
| 2002 | Hable con ella                                     | Sí       | Sí        |        |       |                         |
| 2004 | La mala educación                                  | Sí       | Sí        |        |       |                         |
| 2006 | Volver                                             | Sí       | Sí        |        |       |                         |
| 2009 | Los abrazos rotos                                  | Sí       | Sí        |        |       |                         |
| 2011 | La piel que habito                                 | Sí       | Sí        |        |       |                         |
| 2013 | Los amantes pasajeros                              | Sí       | Sí        |        |       |                         |
| 2016 | Julieta                                            | Sí       | Sí        |        |       |                         |
| 2019 | Dolor y gloria                                     | Sí       | Sí        |        |       |                         |
| 2021 | Madres paralelas                                   | Sí       | Sí        |        |       |                         |
| 2024 | La habitación de al lado                           | Sí       | Sí        |        |       |                         |

## Nominacions i premis
Nota: s'esmenten tant les nominacions que ha rebut personalment Pedro Almodóvar en la seva faceta de guionista i director, com les nominacions a millor pel·lícula

### Premis Goya
| Any  | Categoria            | Pel·lícula                               | Resultat  |
| ---- | -------------------- | ---------------------------------------- | --------- |
| 1989 | Millor pel·lícula    | Mujeres al borde de un ataque de nervios | Guanyador |
| 1989 | Millor director      | Mujeres al borde de un ataque de nervios | Nominat   |
| 1989 | Millor guió original | Mujeres al borde de un ataque de nervios | Guanyador |
| 1991 | Millor pel·lícula    | ¡Átame!                                  | Nominat   |
| 1991 | Millor director      | ¡Átame!                                  | Nominat   |
| 1991 | Millor guió original | ¡Átame!                                  | Nominat   |
| 1996 | Millor director      | La flor de mi secreto                    | Nominat   |
| 2000 | Millor pel·lícula    | Todo sobre mi madre                      | Guanyador |
| 2000 | Millor director      | Todo sobre mi madre                      | Guanyador |
| 2000 | Millor guió original | Todo sobre mi madre                      | Nominat   |
| 2003 | Millor pel·lícula    | Hable con ella                           | Nominat   |
| 2003 | Millor director      | Hable con ella                           | Nominat   |
| 2003 | Millor guió original | Hable con ella                           | Nominat   |
| 2005 | Millor pel·lícula    | La mala educación                        | Nominat   |
| 2005 | Millor director      | La mala educación                        | Nominat   |
| 2007 | Millor pel·lícula    | Volver                                   | Guanyador |
| 2007 | Millor director      | Volver                                   | Guanyador |
| 2007 | Millor guió original | Volver                                   | Nominat   |
| 2010 | Millor guió original | Los abrazos rotos                        | Nominat   |
| 2012 | Millor guió adaptat  | La piel que habito                       | Nominat   |
| 2012 | Millor director      | La piel que habito                       | Nominat   |
| 2015 | Millor pel·lícula    | Relatos salvajes                         | Nominat   |
| 2017 | Millor director      | Julieta                                  | Nominat   |
| 2017 | Millor guió adaptat  | Julieta                                  | Nominat   |
| 2020 | Millor guió original | Dolor y gloria                           | Guanyador |
| 2020 | Millor director      | Dolor y gloria                           | Guanyador |
| 2022 | Millor director      | Madres paralelas                         | Nominat   |

### Oscar
| Any  | Categoria                             | Pel·lícula                               | Resultat  |
| ---- | ------------------------------------- | ---------------------------------------- | --------- |
| 1989 | Millor pel·lícula de parla no anglesa | Mujeres al borde de un ataque de nervios | Candidata |
| 1998 | Millor pel·lícula de parla no anglesa | Todo sobre mi madre                      | Guanyador |
| 2002 | Millor director                       | Hable con ella                           | Candidat  |
| 2002 | Millor guió original                  | Hable con ella                           | Guanyador |

### Globus d'Or
| Any  | Categoria                             | Pel·lícula                               | Resultat  |
| ---- | ------------------------------------- | ---------------------------------------- | --------- |
| 1989 | Millor pel·lícula de parla no anglesa | Mujeres al borde de un ataque de nervios | Nominat   |
| 1998 | Millor pel·lícula de parla no anglesa | Todo sobre mi madre                      | Guanyador |
| 2002 | Millor pel·lícula de parla no anglesa | Hable con ella                           | Guanyador |
| 2007 | Millor pel·lícula de parla no anglesa | Volver                                   | Nominat   |

### Premis César
| Any  | Categoria                            | Pel·lícula          | Resultat  |
| ---- | ------------------------------------ | ------------------- | --------- |
| 1991 | Millor pel·lícula estrangera         | ¡Átame!             | Candidata |
| 1992 | Millor pel·lícula estrangera         | Tacones lejanos     | Guanyador |
| 1999 | César Honorífic                      |                     |           |
| 2000 | Millor pel·lícula estrangera         | Todo sobre mi madre | Guanyador |
| 2003 | Millor pel·lícula de la Unió Europea | Hable con ella      | Guanyador |
| 2005 | Millor pel·lícula de la Unió Europea | La mala educación   | Candidata |
| 2007 | Millor pel·lícula estrangera         | Volver              | Candidata |

### Premi BAFTA
| Any  | Categoria                             | Pel·lícula                               | Resultat  |
| ---- | ------------------------------------- | ---------------------------------------- | --------- |
| 1990 | Millor pel·lícula de parla no anglesa | Mujeres al borde de un ataque de nervios | Candidata |
| 1999 | Millor pel·lícula de parla no anglesa | Carne trémula                            | Candidata |
| 2000 | Millor direcció                       | Todo sobre mi madre                      | Guanyador |
| 2000 | Millor guió original                  | Todo sobre mi madre                      | Candidat  |
| 2000 | Millor pel·lícula de parla no anglesa | Todo sobre mi madre                      | Guanyador |
| 2003 | Millor guió original                  | Hable con ella                           | Guanyador |
| 2003 | Millor pel·lícula de parla no anglesa | Hable con ella                           | Guanyador |
| 2005 | Millor pel·lícula de parla no anglesa | Volver                                   | Candidata |
| 2005 | Millor pel·lícula de parla no anglesa | La mala educación                        | Candidata |

### Festivals de Cinema
Festival Internacional de Cinema de Berlín
| Any  | Categoria | Pel·lícula | Resultat  |
| ---- | --------- | ---------- | --------- |
| 1990 | Os d'Or   | ¡Átame!    | Candidata |

Festival Internacional de Cinema de Canes
| Any  | Categoria       | Pel·lícula          | Resultat  |
| ---- | --------------- | ------------------- | --------- |
| 1999 | Millor direcció | Todo sobre mi madre | Guanyador |
| 2006 | Palma d'Or      | Volver              | Candidata |
| 2006 | Millor guió     | Volver              | Guanyador |
| 2006 | Palma d'Or      | Todo sobre mi madre | Candidata |

Festival Internacional de Cinema de Venècia
| Any  | Categoria             | Pel·lícula                               | Resultat  |
| ---- | --------------------- | ---------------------------------------- | --------- |
| 2006 | Osella al millor guió | Mujeres al borde de un ataque de nervios | Guanyador |
| 2024 | Lleó d'Or             | La habitación de al lado                 | Guanyador |